# Tezos

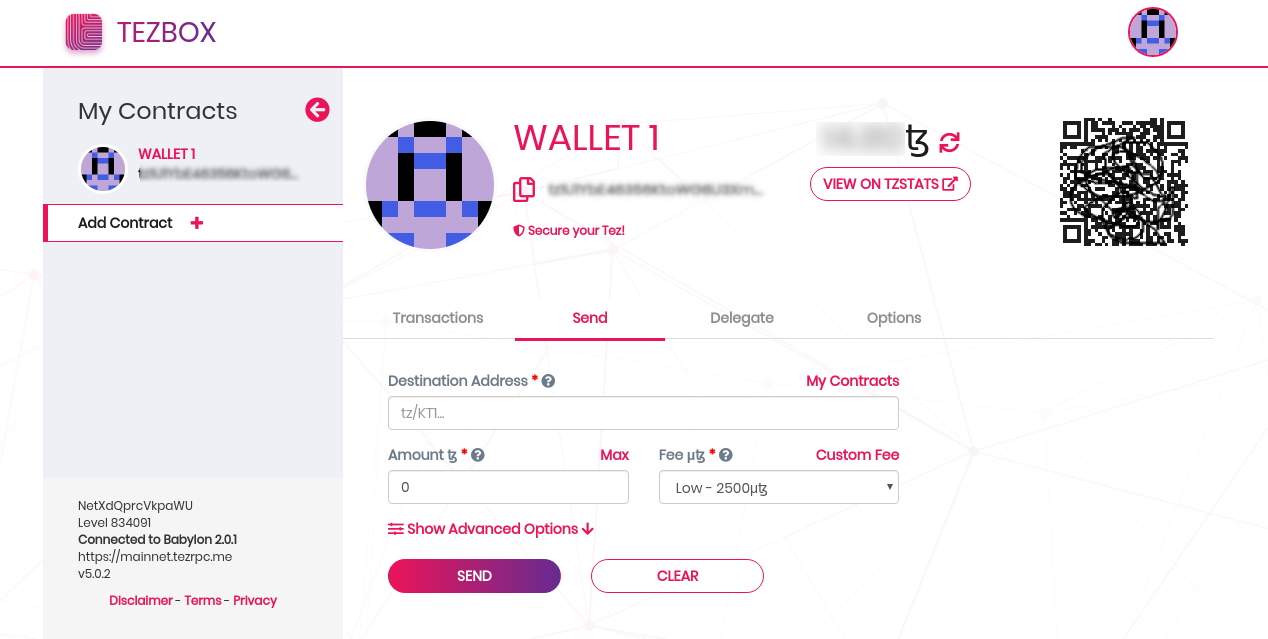
Billetera en la pestaña de envío de "Tezbox"

Tezos es una red blockchain basada en contratos inteligentes. La diferencia es que Tezos tiene como objetivo ofrecer una infraestructura más avanzada, es decir, puede evolucionar y mejorar con el tiempo sin arriesgarse a una bifurcación dura. Esto es algo que tanto Bitcoin como Ethereum han sufrido desde sus inicios. Aquellos que poseen XTZ pueden votar las propuestas de actualizaciones de protocolo que han presentado los desarrolladores de Tezos.

La tecnología detrás de Tezos se sugirió por primera vez en un informe publicado en septiembre de 2014. Después de una serie de retrasos, la red principal de Tezos comenzó cuatro años después.
Tezos ocupa el puesto número 33 en cuanto a capitalización de mercado.